# Église Saint-Symphorien du Vieil-Baugé
L'église Saint-Symphorien du Vieil-Baugé se situe dans le bourg du Vieil-Baugé, sur la commune de Baugé-en-Anjou, en Maine-et-Loire. Elle fait l'objet d'un classement au titre des monuments historiques par arrêté du 19 décembre 1973. Elle possède un clocher tors.

## Histoire et construction
La nef est actuellement la partie la plus ancienne de l'église, construite vers la 2e moitié du XIe siècle. À la fin du XIe siècle sont érigés le clocher, les bras et croisée du transept. La chapelle nord date du milieu XIIe siècle et le chœur se trouve à la limite entre les XIIe siècle et XIIIe siècle. La chapelle sud est construite au XVe siècle. Le bas-côté sud est ajouté au début du 2e quart du XVIe siècle, la 3e travée est construite probablement par Jean de Lespine en 1532 et 1533. Le croisillon sud est revoûté d'un berceau à caissons, portant les armes de la famille Tillon de Coutrolles vers le milieu du XVIe siècle. Le bas-côté sud s'effondre en 1806. Le lambris de bois blanc qui couvre actuellement la nef a été posé en 1826. La flèche est reconstruite en 1856, mais fut endommagée à deux reprises en 1859 et 1892. Celle-ci est alors remplacée par un clocher en charpente.

## Architecture
Le clocher tors possède une forme hélicoïdale de gauche à droite de 1/8e de tour, construit volontairement. Cependant, l'inclinaison de la flèche semble due à un mauvais séchage.
Le bâtiment possède des voûtes d'ogives bombées.

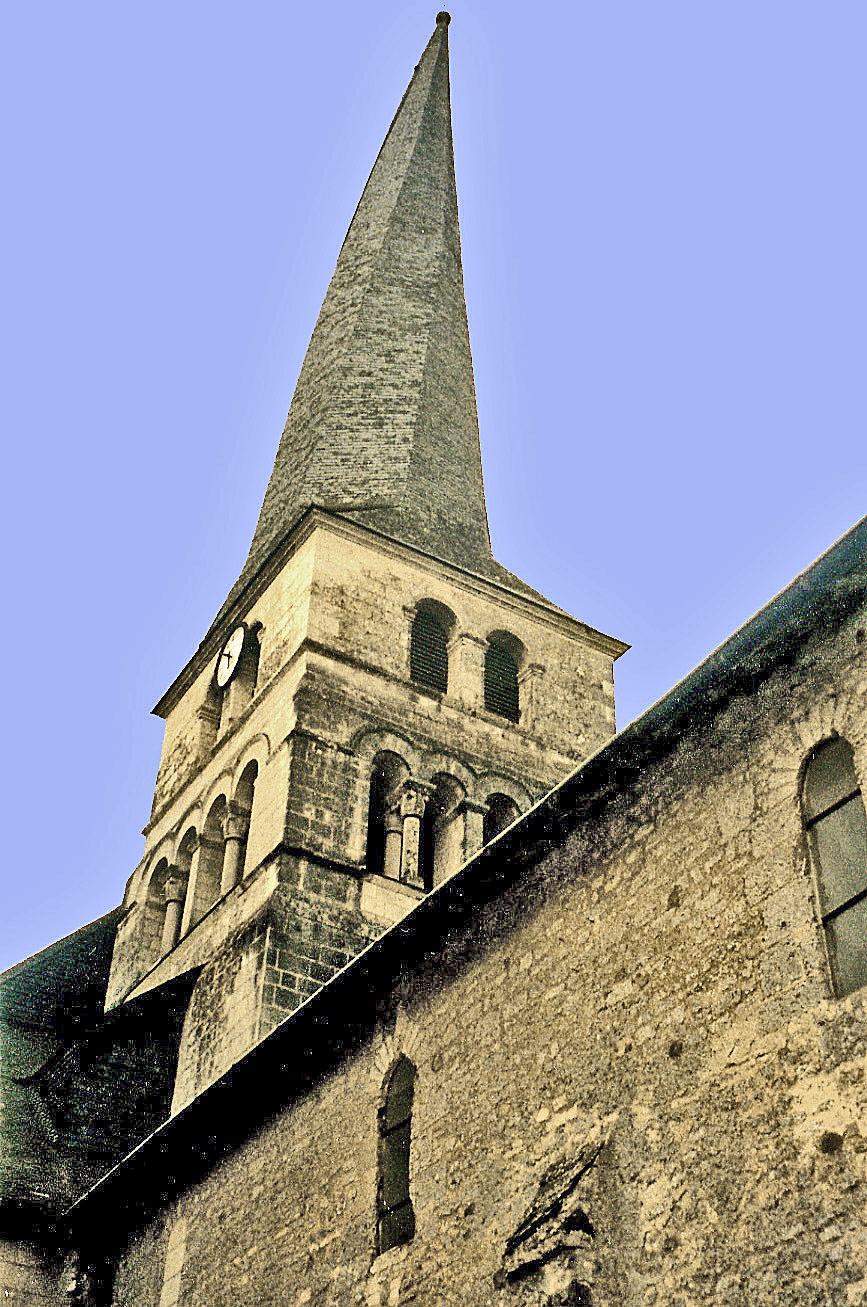
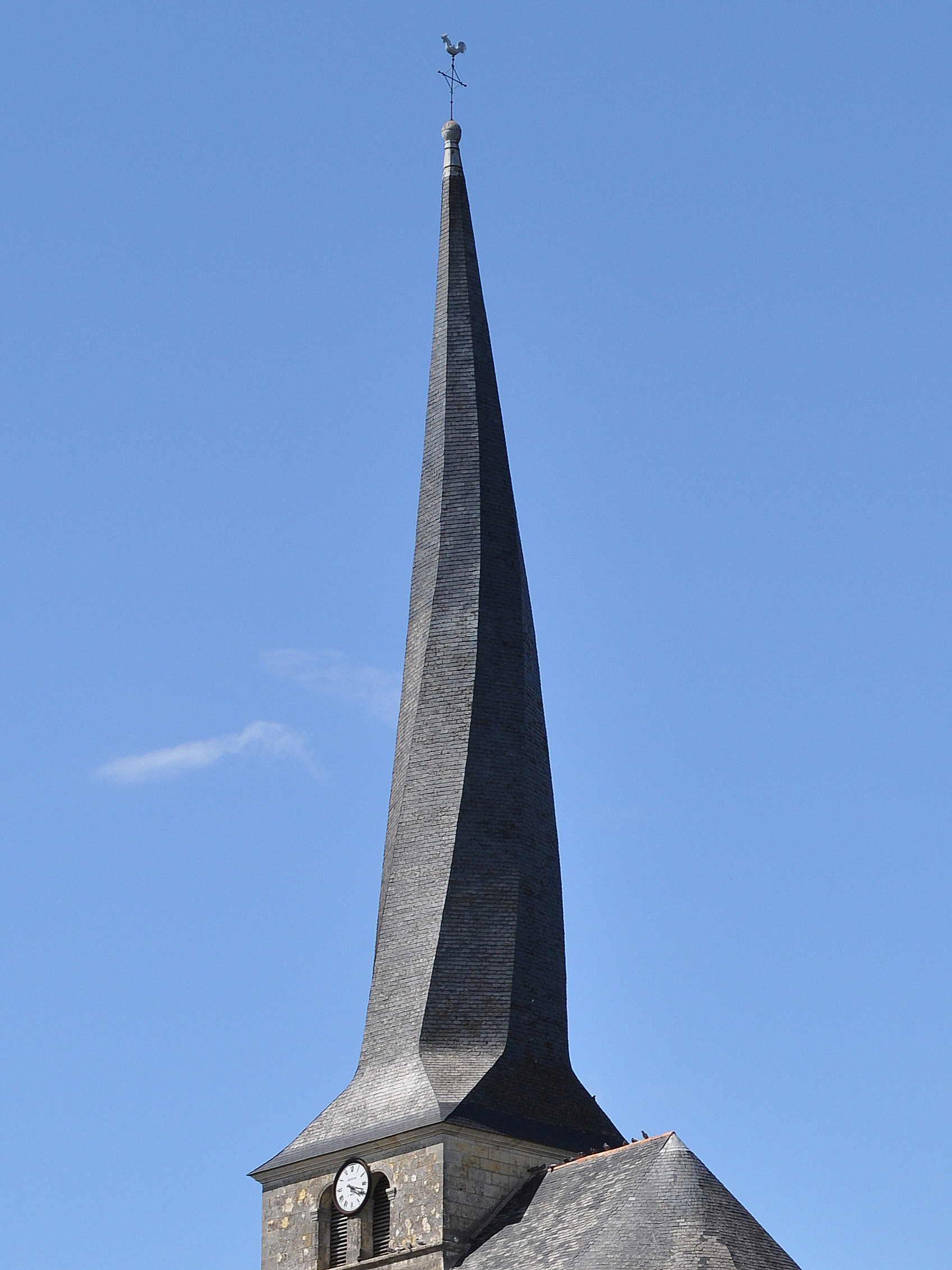
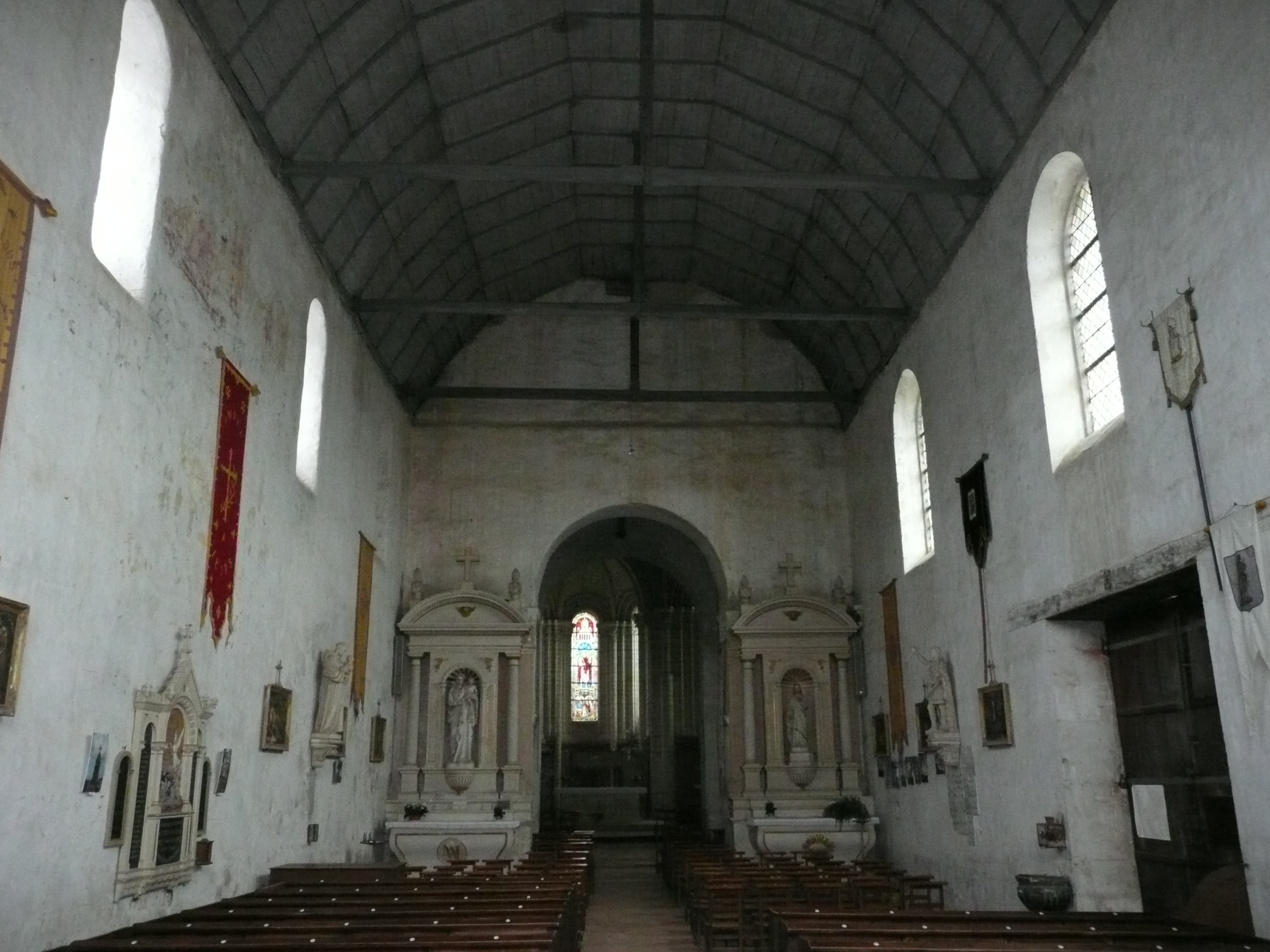
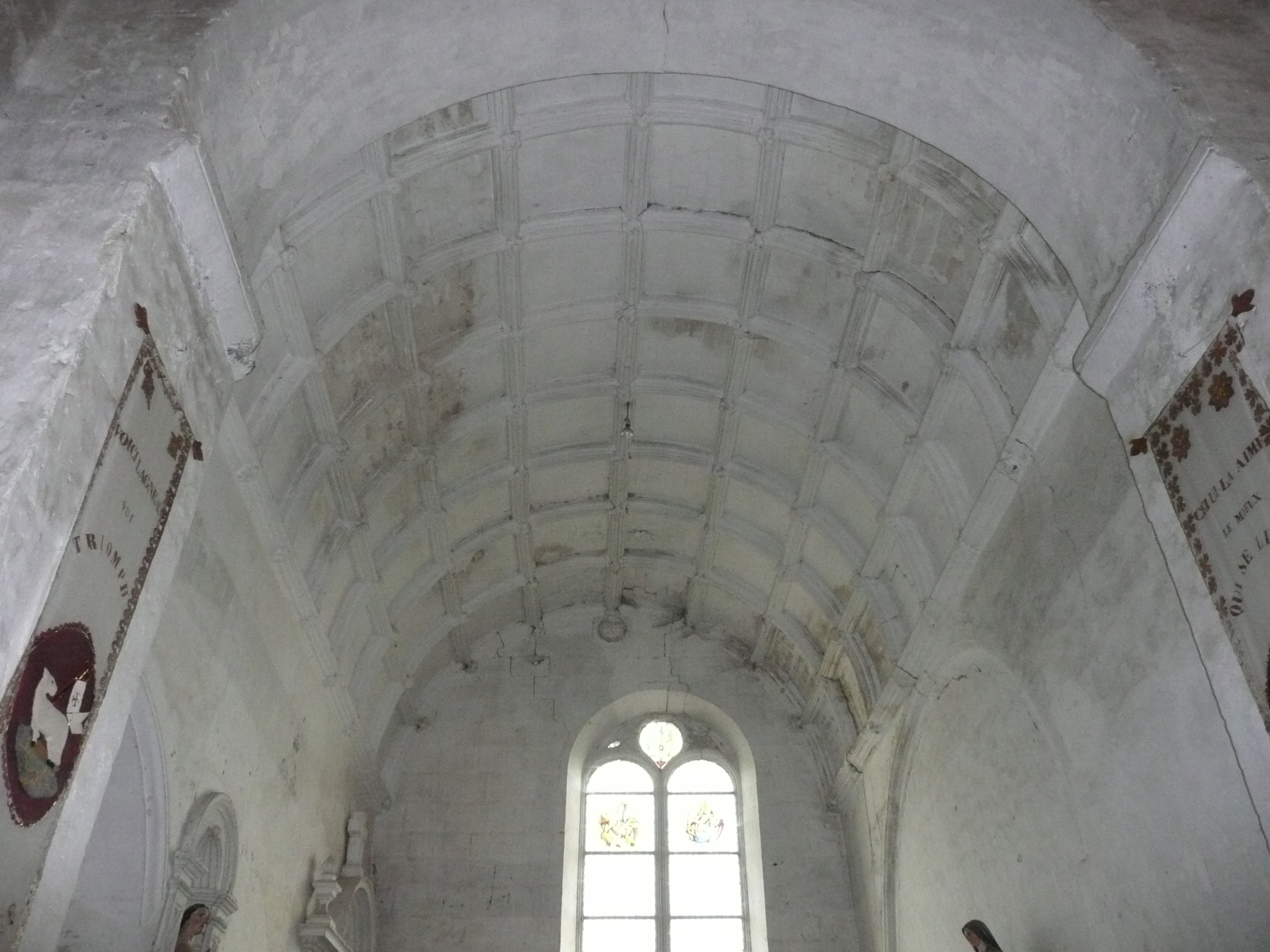
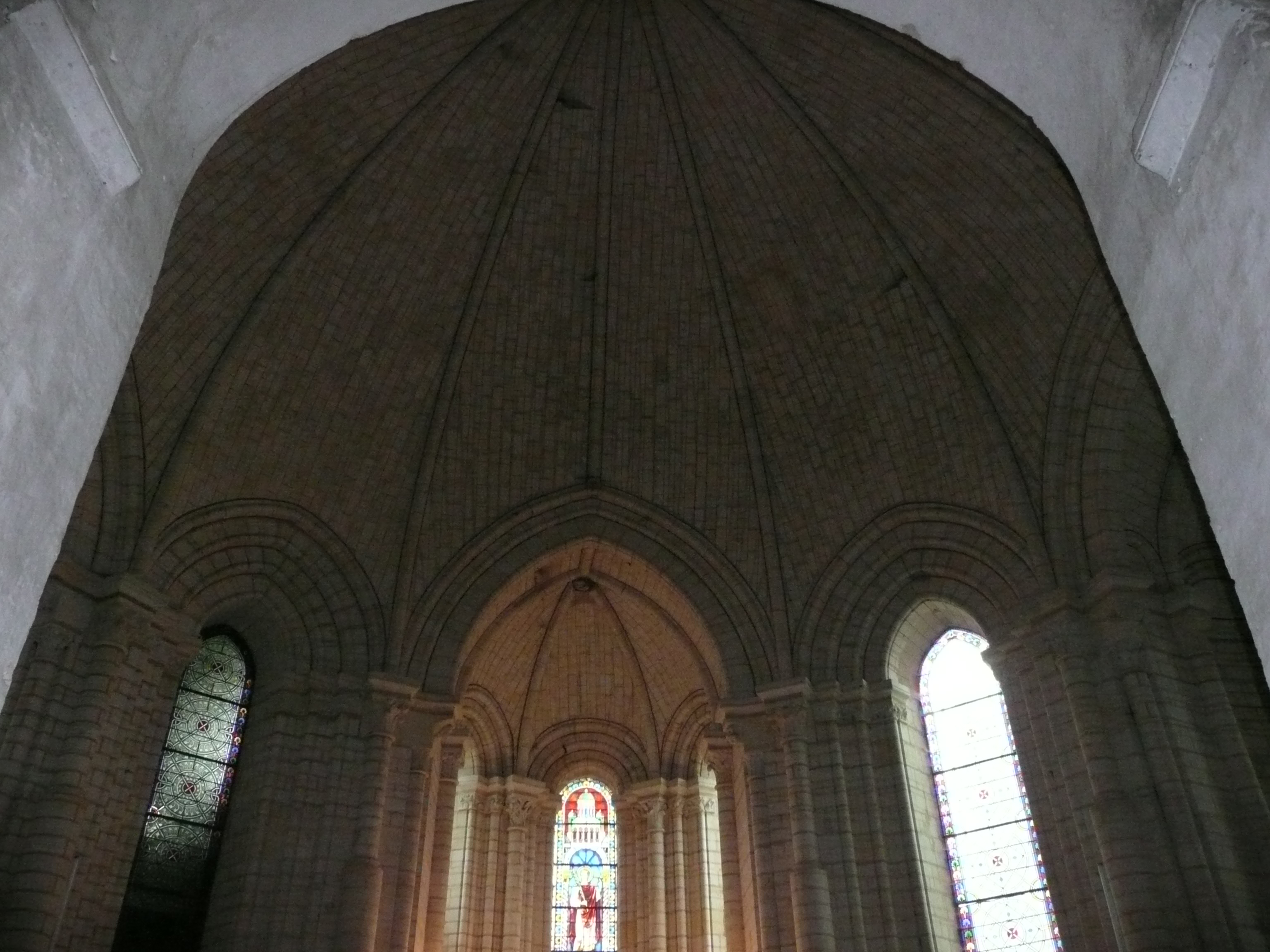